# Timbuka
Timbuka es un género de arañas araneomorfas de la familia Anyphaenidae. Se encuentra en América.

## Especies
Según The World Spider Catalog 12.0:
- Timbuka bogotensis (L. Koch, 1866)
- Timbuka boquete Brescovit, 1997
- Timbuka granadensis (Keyserling, 1879)
- Timbuka larvata (O. Pickard-Cambridge, 1896)
- Timbuka masseneti (Berland, 1913)
- Timbuka meridiana (L. Koch, 1866)